# El endémico embustero y el incauto pertinaz
El endémico embustero y el incauto pertinaz es el título del decimotercer álbum de estudio Rosendo Mercado en su etapa en solitario (decimoséptimo en total), publicado en 2007 por el sello DRO East West.

## Información del álbum
El sonido es similar al que viene esgrimiendo en sus últimos discos, si bien se busca que los temas sean más lentos. El disco salió en una caja similar a los libros del medievo. 
Algunos medios de comunicación dijeron del disco que era reivindicativo y más centrado en la política que en otras ocasiones. Rosendo comentó que "Las canciones muestran que estoy desquiciado por la política. No recuerdo una situación como la que vivimos hoy ni con la dictadura del abuelo."
En el disco colabora el grupo de hip-hop La Excepción, quienes al igual que Rosendo son oriundos del barrio de Carabanchel. En el libreto del disco Rosendo dedica la canción ¿A dónde va el finado? a la gente del foro de www.manerasdevivir.com, quienes le suelen solicitar en el foro que componga un blues.

## Temas
1. La triste cagalera (R. Mercado) - 4:03
2. Harto (R. Mercado) - 3:56
3. Date por disimulao (R. Mercado) - 3:42
4. ¿A dónde va el finado? (R. Mercado) - 4:25
5. Quién le mece la hamaca (R. Mercado) - 3:30
6. La verdad vencida (R. Mercado) - 3:27
7. Horizontes (Rodrigo Mercado / Antonio Moreno / Juan Manuel Montilla / Rosendo Mercado) - 4:12
8. Colosal colofón (R. Mercado) - 3:30
9. Una duda razonable! (R. Mercado) - 4:07
10. Sólo heridas (R. Mercado) - 3:35
11. Nadie sabe el paradero (R. Mercado) - 4:22

## Músicos
- Rosendo Mercado: Guitarra y voz
- Mariano Montero: Batería y percusión
- Rafa J. Vegas: Bajo
- Antonio Moreno Amador (Gitano Antón, La Excepción): Voces en Horizontes
- Juan Manuel Montilla (El Langui, La Excepción): Voces en Horizontes
- Pepe Ébano: Percusión en La triste cagalera
- Luis Delgado: Zonfona en La triste cagalera